# منحج (روستا)
 منحج  به عربی ( الُمُنحَج  )، روستایی است در عزلهٔ (قریة الخربة)، ذی سُفال، در ناحیهٔ (قریة الذنبة)، بمسافت ۳۰ کیلومتر از سمت جنوب، از توابع استان تَعِز در کشور یمن در شبه جزیره عربستان.

## جمعیت
جمعیت آن (۱۴۶) نفر (۶ خانوار) می‌باشد.